# Borzychy
Borzychy – wieś w Polsce położona w województwie mazowieckim, w powiecie węgrowskim, w gminie Liw. Ma status sołectwa.
Wieś posiadał w 1673 roku starosta warszawski i referendarz koronny Jan Dobrogost Krasiński, leżała w ziemi drohickiej województwa podlaskiego w 1795 roku. Miejscowość była przejściowo siedzibą gminy Stara Wieś.
W latach 1954–1956 wieś należała i była siedzibą władz gromady Borzychy, po jej zniesieniu w gromadzie Paplin. W latach 1975–1998 miejscowość administracyjnie należała do województwa siedleckiego. Wieś położona nad rzeką Liwiec, w centrum miejscowości znajduje się most na rzece.
Jest to popularna miejscowość letniskowa, znajduje się tu kilka osiedli domków letniskowych.
Działa tu Stowarzyszenie na rzecz Rozwoju i Promocji Wsi Borzychy.
W miejscowości znajduje się replika wioski indiańskiej oraz ferma strusi afrykańskich.
Wierni kościoła rzymskokatolickiego należą do parafii św. Michała Archanioła w Starejwsi.